# Prützke

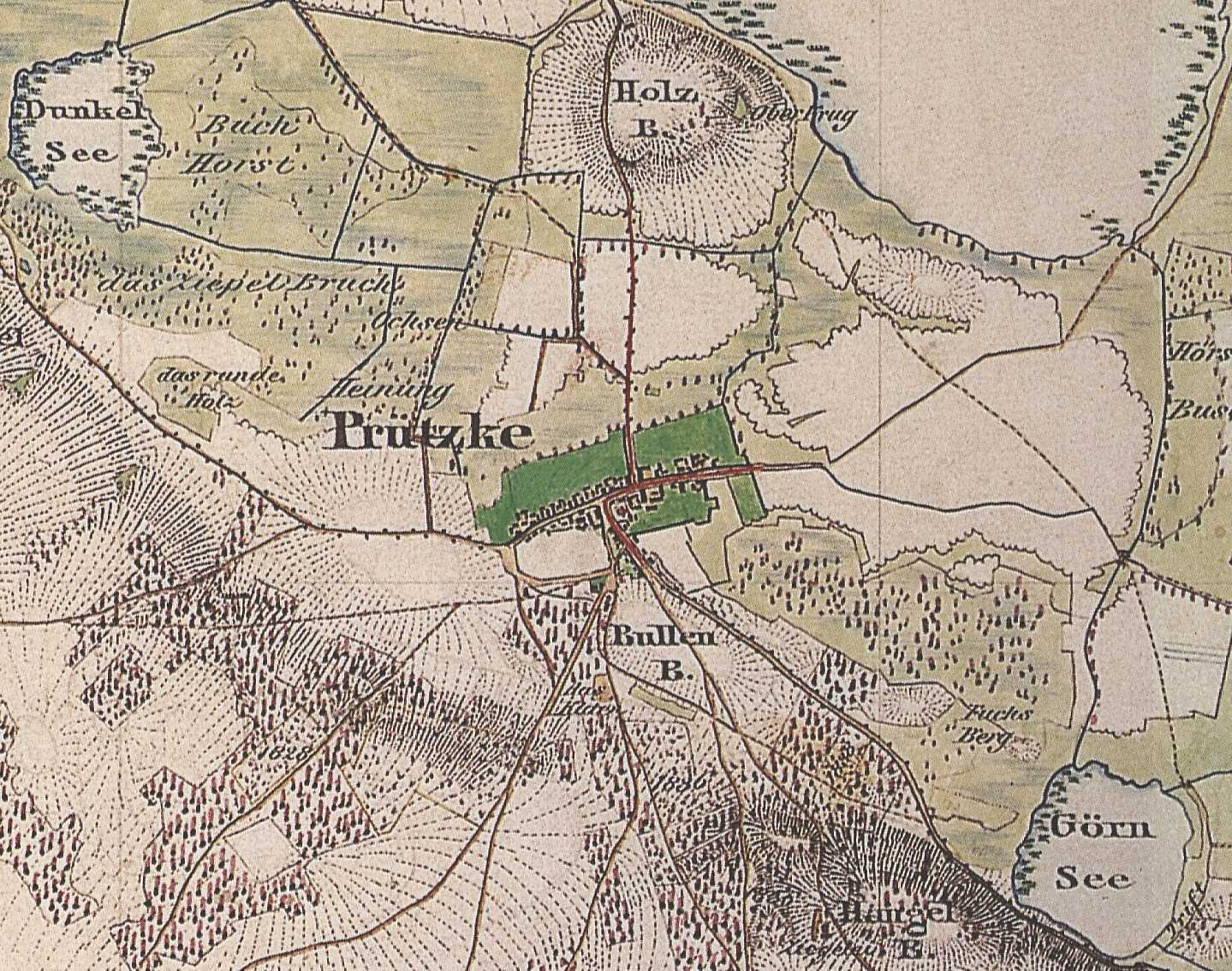
Prützke auf dem Urmesstischblatt 3641 Göttin von 1842, mit Dunkelsee, Görnsee, Holzberg und Hangelberg

Prützke ist ein Ortsteil der Gemeinde Kloster Lehnin in Brandenburg. Bis 2002 war Prützke eine selbständige Gemeinde des von 1992 bis 2002 existierenden, brandenburgischen Amtes Lehnin.

## Geographische Lage
Prützke liegt im eher westlichen Teil des Gebiets der Gemeinde Kloster Lehnin. Es grenzt im Norden an Schmerzke (Ortsteil der Stadt Brandenburg an der Havel) und Rietz, im Osten an Netzen, im Süden an Grebs und Krahne (die genannte Orte sind alle Ortsteile der Gem. Kloster Lehnin), und im Westen an Göttin (Ortsteil der Stadt Brandenburg an der Havel). Prützke liegt in der historischen Landschaft Zauche.
Die Bundesautobahn 2 verläuft in Ost-West-Richtung durch den südlichen Teil der Gemarkung. Auf der Gemarkung von Prützke liegt die Anschlussstelle Brandenburg an der Havel. Durch den Ort hindurch und grob parallel zur Autobahn verläuft die L88 von Grebs nach Paterdamm. Im Ort zweigt die K6949 nach Norden Richtung Rietz ab.
Der nordöstlich des Ortskerns gelegene Rietzer See gehört einschließlich seiner Uferbereiche vollständig zur Gemarkung Netzen. Dagegen liegt der südöstlich des Ortskerns von Prützke und viel näher am Ortskern von Grebs gelegene Görnsee völlig auf der Gemarkung von Prützke. In der nordwestlichen Ecke der Gemarkung liegt der Dunkelsee.

## Geschichte
Als erste, allerdings indirekte urkundliche Nennung des Dorfes gilt das Jahr 1335 als ein Thomas prucz in einer Treuenbrietzener Urkunde erscheint. 1346 wurde Clawes Prutzken als Zeuge in Brandenburg genannt. 1355 erscheint noch ein Heyne Pritzke als Zeuge in einer Lehniner Urkunde. Die erste sichere Nennung des Dorfes ("das ganze Dorf Pru(e)zzek", e über dem u) erfolgte 1369. Damals belehnte Markgraf Otto V. "der Faule", die Gebrüder Clauzen, Borsen, Brandin, Albrechtin und Fritzhen, die Söhne des Clauws von Pruzzek mit dem Dorf Prützke und seiner Zugehörde, dem halben Dorf Ostdorf (Osdorf, heute Gem. Großbeeren, Lkr. Teltow-Fläming) mit Zugehörde, neun Stück Geld jährlicher Rente im Dorf Roskow, sieben Stück Gelds vom Zoll in Brandenburg und 13 Stück Geldes jährlicher Rente aus der Münze zu Brandenburg. Ausdrücklich werden als Vorbesitzer dieses Lehens Clauws von Pruzzek, ihr Vater und Heiniken von Pruzzek, ihr Vetter genannt. Die Töchter des Heiniken von Pruzzek, Elisabeth, Margaretha und Anna gaben ihr Einverständnis. Bemerkenswert dabei ist, dass das Lehen laut Urkunde bereits in der Hand der Eltern des †Clauws von Pruzzek gewesen war, d. h., dass Prützke bereits um 1300 in der Hand der Familie v. Pruzzek gewesen sein muss. Nach der Siedlungsstruktur war es ein Straßendorf. Reinhard Fischer im Brandenburger Namenbuch gibt zwei Möglichkeiten der Interpretation des slawischen Namens. Zum einen könnte er von einer polabischen Grundform *Prusky zu einem Personennamen *Prusek abgeleitet sein. Der Name hat Verbindung zum Namen Preußen. Er könnte also als der Preuße gedeutet werden. Zum anderen konnte der Name von einer polabischen Grundform *Prus-k- zu urslawisch *prus Pferd. Der Ortsname wäre dann eine Ortsnamenbildung mit k-Suffix oder um eine Deminutivform *prusek zu *prus. Bei Prützke wurde eine von der Wende 7./8. Jahrhundert stammende baltische Fibel gefunden. Ob dieser Fund mit dem Ortsnamen in Verbindung steht, wie manchen Autoren annehmen, sei dahingestellt.
In der heutigen Gemarkung zumindest teilweise aufgegangen ist die Feldmark des bereits im 13. Jahrhundert wüst gefallenen Dorfes Görne im südlichen Teil der Gemarkung. Das Dorf ist nach seiner Siedlungsstruktur als Straßendorf zu bezeichnen, das Ost-West ausgerichtet ist. Im Osten der Gemarkung sind vielleicht Teile der Borsdorfer Gemarkung zu Prützke gekommen.

„Pru(e)ske sunt 30 mansi (in einem anderen Exemplaren des Landbuchs: 25 mansi), quorum plebanus 1. Ad pactum quilibet 18 modios siliginis; ad censum nichil; ad precariam quilibet 8 solidos et 3 denarios, 1½ modium siliginis, 1½ modium ordei et 1½ modium avene. Cossati 12, quilibet 1 solidum. Taberna 1 talentum. Stagnum non est locatum. Allud stagnum solvit 1 talentum, sed illud est in pheudo a Len(in). Totam villam habent Pru(e)ske cum omni iure a marchione eo excepto, quod plebanus in Netzim habet: super quolibet manso 1½ modium siliginis et 1½ modium ordei. Schulze, Landbuch, S. 215/6“

Nach dem Landbuch Karls IV. von 1375 war die Feldmark des Ortes nach der einen erhaltenen Handschrift des Landbuchs in 30 Hufen eingeteilt, nach anderen erhaltenen Exemplaren in 25 Hufen. Davon war eine Pfarrhufe frei von Abgaben. Jede der Hufen gab an jährlicher Pacht 18 Scheffel Roggen, dafür aber keinen Zins. Die Bede betrug acht Schillinge und drei Pfennige, 1½ Scheffel Roggen, 1½ Scheffel Gerste und 1½ Scheffel Hafer. Es lebten zwölf Kossäten im Dorf, die jeder eine jährliche Abgabe von einem Schilling entrichten mussten. Der Krug war mit einer jährlichen Abgabe von einem Talent belastet. Der See, ein Lehen des Klosters Lehnin und für dessen Nutzung eine jährliche Abgaben von einem Talent entrichtet werden musste, konnte vom Verfasser des Landbuchs nicht lokalisiert werden. Auf der Gemarkung von Prützke liegt der Görnsee und der Dunkelsee. Das Dorf gehörte den Pru(e)ske (Pruzzek, Prüske) mit allen Rechten und Abgaben, ausgenommen davon war nur eine Abgabe von 1½ Scheffel Roggen, 1½ Scheffel Gerste und 1½ Scheffel Hafer von jeder Hufe, die an den Pfarrer von Netzen ging.
1386 beging Fritz v. Prützke einen Totschlag an dem Klosterkonversen Jakob Grünfeld; es ging um Streitereien wegen des Borsebruchs, einem Bruchwald östlich von Prützke. Der Borsebruch ist in der Topographischen Karte 1:25.000 Blatt Göttin nordöstlich des Görnsees eingezeichnet. Dort liegt auch eine als „Altes Dorf“ bezeichnet Lokalität. Hier könnte die Wüstung Borsdorf gelegen haben. Zur Sühne mussten Claus, Ebel und Fritz v. Prützke eine Ewige Lampe im Siechenhaus der Neustadt Brandenburg stiften, und auch auf die Hälfte des Rietzer See verzichten. Sie mussten sich außerdem verpflichten, einen Damm durch das Borsebruch zu bauen und da, wo die Tat geschehen war, ein steinernes Sühnekreuz zu errichten. Auch nach dem Übergang von Prützke an die Neustadt Brandenburg kam es zu Streitereien um den Borsebruch. Erst 1469 kam es zur Einigung, die Neustadt Brandenburg erhielt das gesamte Borsebruch vom Kloster zu Lehen, dafür erhielt das Kloster einen von Steuern befreiten Stadthof in Neustadt Brandenburg.
Bei der Kirchenvisitation von 1541 wurde "1 Schock Kommunikanten" (= 60 Personen) festgestellt. 1624 wohnten 13 Hufenbauern, die 24 Hufen bewirtschafteten, neun Kossäten, ein Hausmann, ein Hirte und ein Hirtenknecht im Dorf. 1652 lebten gerade noch zwei Bauern, darunter der Schulze und neun Kossäten im Dorf. 1682/3 waren von den 24 Hufen immer noch neu Hufen unbewirtschaftet. Von den neun Kossätenhöfen war vier wüst. Erst 1745 waren mit 13 Bauern und neun Kossäten wieder der Stand vor dem Dreißigjährigen Krieg erreicht. 1772 wird der Schulze als Freischulze bezeichnet. Inzwischen lebten zwölf Kossäten und ein Schmied in Prützke. 1801 wohnten der Lehnschulze, zehn Ganzbauern, zwei Halbbauern, neun Kossäten, 14 Büdner, sechs Einlieger, ein Schiffer und der Krüger im Dorf; insgesamt 49 Feuerstellen (= Haushaltungen). 1837 wurden 44 Wohnhäuser registriert. 1858 war auch eine Windmühle auf dem südlichen Teil des Holzberges, nördlich des Ortskerns vorhanden. Sie ist noch auf der topographischen Karte 1:25.000 Blatt 3641 Göttin von 1942 verzeichnet. Die Windmühle ist aber noch nicht auf dem Urmesstischblatt von 1842 eingezeichnet. Am Mühlenstandort ist stattdessen der Ober-Krug verzeichnet. 1858 hatte das Dorf zwei Abbauten oder vom Ortskern separierte Wohnplätze, das Jägerhaus und die Windmühle. Das Jägerhaus lag nach der Denkmaltopographie am südlichen Ortsrand an der Pernitzer Straße. Auf dem Urmesstischblatt von 1842 ist am Südabhang des Hangelberges eine Ziegelei verzeichnet, die später nicht mehr genannt wird. 1858 wurden im Ort fünf öffentliche Gebäude, 53 Wohngebäude und 99 Wirtschaftsgebäude, darunter eine Getreidemühle gezählt. 1900 hatte der Ort 104 Häuser, 1931 116 Häuser mit 134 Haushaltungen. Um 1900 entstand die alte Schule (Altes Dorf 37) und das Gasthofgebäude mit Saal (Pernitzer Straße 35). 1934 bis 1936 wurde die Autobahn durch die südliche Hälfte der Gemarkung gebaut. An einem Weg, der etwa 200 m westlich des westlichen Ortsausgang nach Süden von der Straße Richtung Paterdamm (heutige L89) abzweigt, ist auf der topographischen Karte 1:25.000 Blatt 3641 Göttin von 1942 ein Schießstand eingezeichnet. In der Bodenreform von 1946 wurden 154 ha enteignet und auf 47 Kleinbauern und 21 Neusiedler aufgeteilt. Außerdem kamen 75 ha von der Gemeinde Krahne an die Gemeinde Prützke. 1953 wurde die erste LPG zunächst noch vom Typ I gegründet, die noch 1953 zum Typ III überging. 1957 hatte sie 21 Mitglieder, die 179 ha Nutzfläche bewirtschafteten. 1960 hatte die LPG bereits 145 Mitglieder und bewirtschaftete 718 ha Land.
1992 siedelte sich südlich des Ortskern eine große Firma der Abfallentsorgungsbranche an, die in Brandenburg und Umgebung mit der Abfallentsorgung beauftragt ist.
| Jahr | Einwohner |
| ---- | --------- |
| 1772 | 237       |
| 1801 | 271       |
| 1817 | 263       |
| 1837 | 345       |
| 1858 | 394       |
| 1871 | 406       |
| 1885 | 466       |
| 1895 | 500       |
| 1905 | 566       |
| 1925 | 602       |
| 1939 | 658       |
| 1946 | 795       |
| 1964 | 622       |
| 1971 | 569       |
| 1981 | 535       |
| 1991 | 604       |
| 2001 | 581       |
| 2011 | 535       |

### Politische Geschichte
Zur Zeit der ersten urkundlichen Nennung 1369 gehörte das Dorf der Familie v. Prützke, die es bereits mindestens seit zwei Generationen vorher besaß. Bereits 1406 ließ sich die Neustadt Brandenburg die Anwartschaft auf das Lehen durch Markgraf Jobst zusichern, im Falle die Familie v. Prützke ohne Manneserben stirbt. Dies trat 1424 ein und Prützke kam an die Neustadt Brandenburg und verblieb in deren Besitz bis 1872. Danach kam es zum Amtsbezirk Schmerzke.

### Kirchengeschichte
Prützke war ursprünglich wohl Mutterkirche, wie die Pfarrhufe andeutet. Allerdings erhielt der Pfarrer von Netzen von jeder Prützker Hufe 1½ Scheffel Roggen und 1½ Scheffel Gerste. Wofür ist nicht bekannt. Zu Prützke gehörten die Dörfer Borsdorf und Rokitz, das spätere Rotscherlinde. Im Jahr 1378 wird der Pfarrer Johannes von Prützke genannt. 1541 hatte der Pfarrer dann zwei Pfarrhufen. Das Pfarrhaus war aber 1541 verkauft worden und Prützke war nun Tochterkirche von St. Katharinen in der Neustadt Brandenburg. Der Küster hatte kein eigenes Haus, er erhielt 28 Scheffel Roggen, aus jedem Haus drei Brote und Ostereier. Die Kirche hatte 1541 ein Heiliges Gut (Kirchengut) und einen Heiligen Mann (Pächter/Meier des Kirchengutes). 1541 hatte der Pfarrer zu Prützke von alters von der Retziger Feldmark (=Rockitz, Rotscherlinde) den Zehnten mit 2 Hf. Die Pfarrei gehörte im Mittelalter zur Sedes Brandenburg, vor 1573 zur Inspektion, 1806 zur Superintendentur Brandenburg-Neustadt. Ab 1806 gehörte sie zur Superintendentur Brandenburg. Das Patronat hatte bis 1424 die Familie v. Prützke, seitdem der Rat der Neustadt Brandenburg.

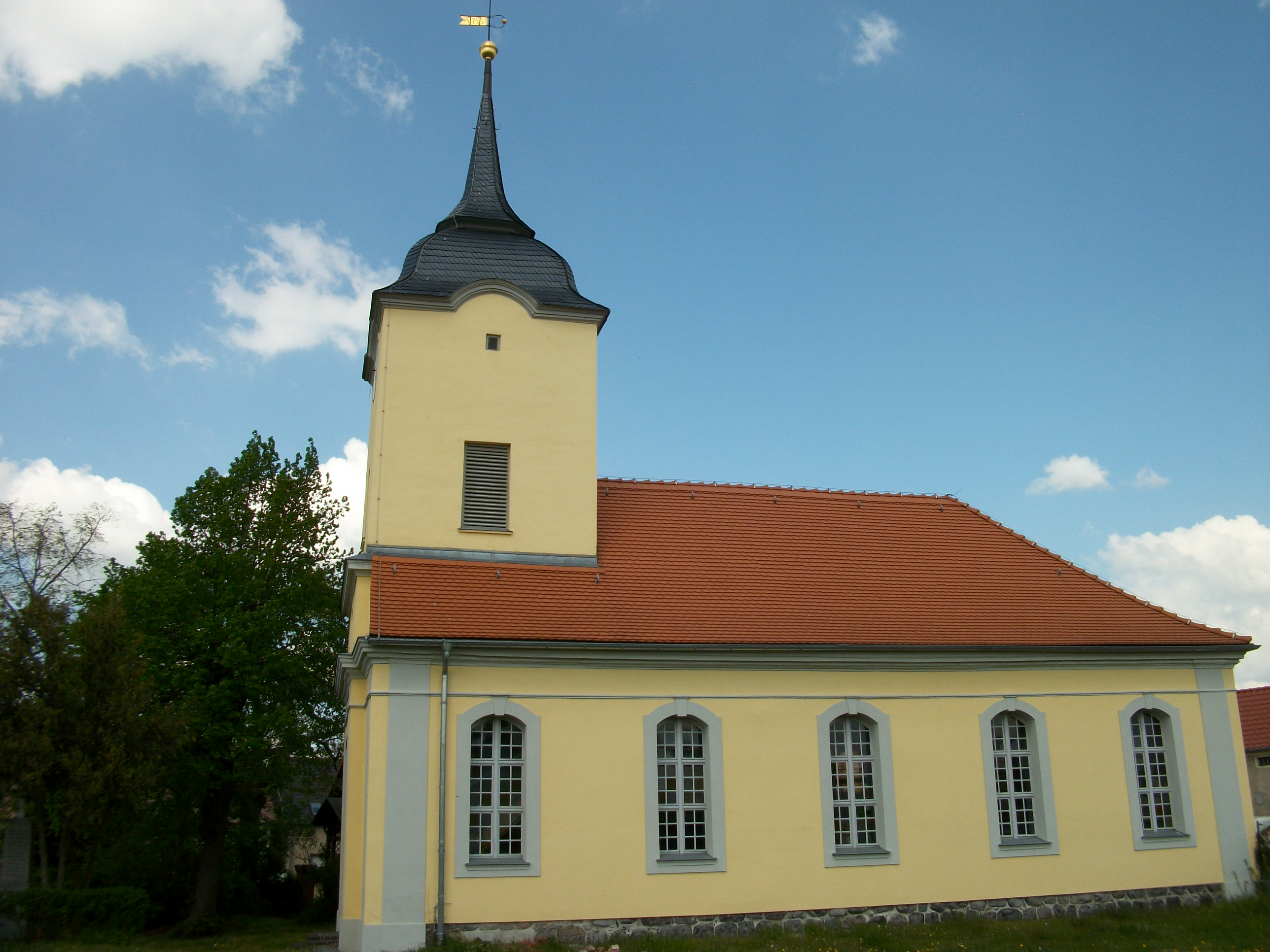
Dorfkirche in Prützke

## Denkmale
In der Denkmalliste des Landes Brandenburg, Landkreis Potsdam-Mittelmark, sind für Prützke drei Baudenkmale verzeichnet., siehe Liste der Baudenkmale in Kloster Lehnin:
- Dorfkirche. Der Kirchenbau ist im Kern ein längsrechteckiger, mittelalterlicher Feldsteinbau aus der Zeit im 1300. Um 1747 wurde er in einen barocken Putzbau umgestaltet mit veränderten Fenster- und Türöffnungen. 1839 bis 1841 fanden größere Instandsetzungsarbeiten statt. 1953 erfolgte eine Renovierung des Innenraumes, 1960 die Erneuerung des Außenputzes. 1967/8 wurde der Turm erneuert. Die letzte große umfassende Sanierung fand 2003 bis 2008 statt.
- Gedenkstein für Ernst Thälmann, auf dem Vorplatz des Friedhofs.

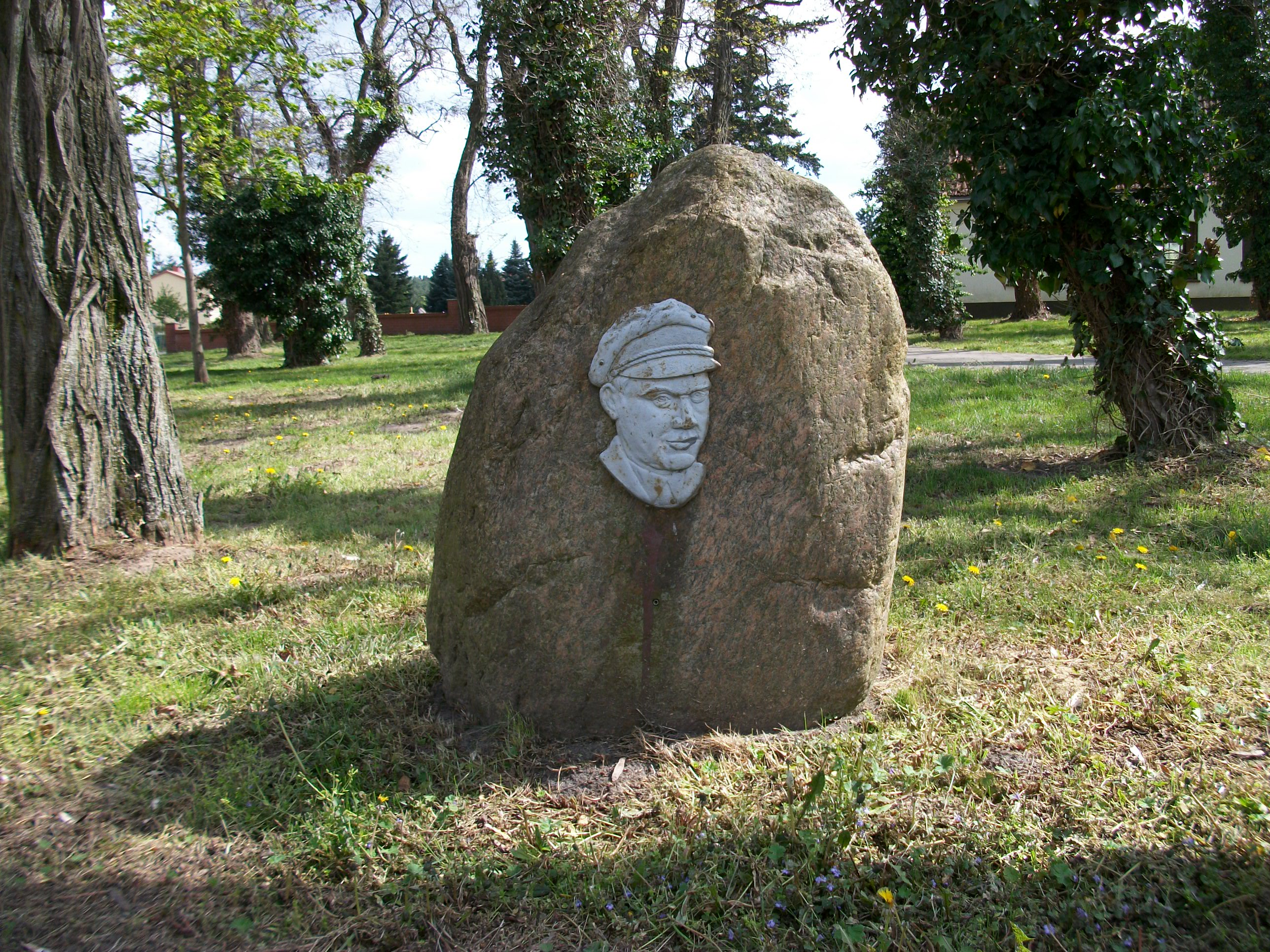
Thälmanndenkmal in Prützke

- Altes Dorf 37 Schulgehöft, bestehend aus Hauptgebäude und Stall. Um 1830.

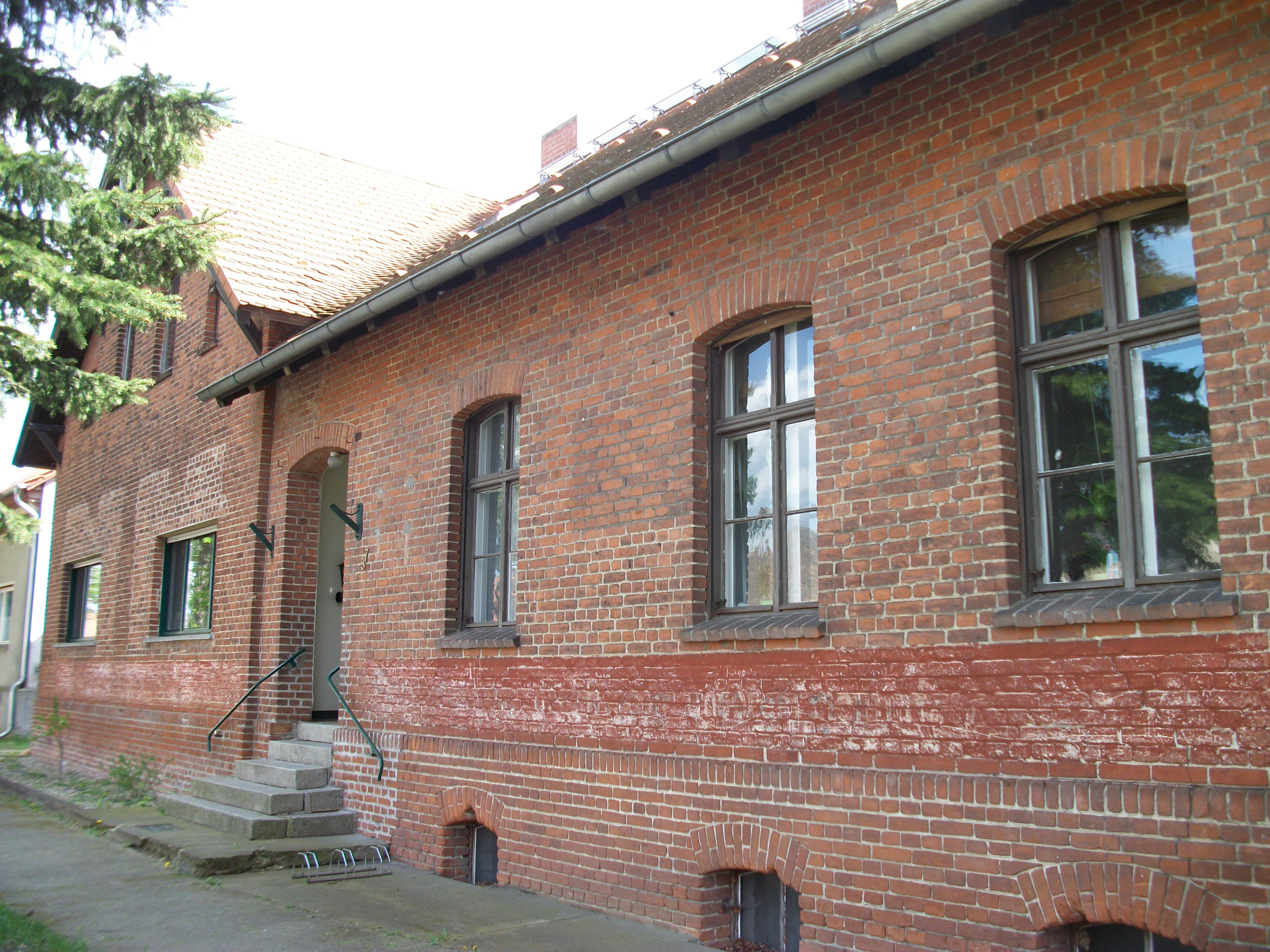
Alte Schule in Prützke

## Archäologie
Am Hangelberg (heute Planberg) wurde eine frühslawische Siedlung des 7./8. Jahrhundert angeschnitten.
Eine weitere slawische Siedlung aus dem 9. bis 12. Jahrhundert lag südlich des Holzberges, nördlich des heutigen Ortskerns. Zur Spätphase dieses Dorfes gehören am Holzberg gefundene spätslawische Körpergräber.
Am Südufer des Rietzer Sees lag eine weitere spätslawisch-frühdeutsche Siedlung, vermutlich aus der ersten Phase der hochmittelalterlichen Ostsiedlung. Auf der topographischen Karte 1:25.000 Blatt 3641 Göttin von 1942 ist sie als "Altes Dorf" bezeichnet. Die Siedlung wurde vermutlich noch im 13. Jahrhundert zugunsten von Prützke wieder aufgegeben. Nach der Denkmaltopographie handelt es sich um das mittelalterliche Dorf Borsdorf. Borsdorf lag am oder im Borsebruch. Die Flur Borsebruch ist jedoch in der topographischen Karte 1:25.000 Blatt 3641 Göttin von 1942 nordöstlich des Görnsees eingetragen; dort liegt östlich des Görnsee eine weitere Lokalität "Altes Dorf", die von Schich als das mittelalterliche Borsdorf gedeutet wird.
Am Görnberg, im südlichen Teil der Gemarkung an der Grenze zum Ortsteil Grebs der Gem. Kloster Lehnin wurden beim Autobahnbau 1939 bis 1939 Reste von Häusern und Herdstellen sowie ein Friedhof mit 110 Gräbern angeschnitten. Es handelt sich mit einiger Wahrscheinlichkeit um das mittelalterliche Dorf Görne.

## Anmerkung
1. ↑  Ein Talent = 20 Schillinge Schulze, Landbuch, S. 462.